# Гаврило Ползовић
Гаврило Ползовић (Стари Кер (Змајево), 7. јун 1797 — Нови Сад, 29. новембар 1865) био је српски адвокат, сенатор и градоначелник Новог Сада.

## Биографија
Основну школу похађао у Змајеву, а нижу гимназију у Новом Саду. Школовање је наставио у Класичној гимназији у Сремским Карловцима. Потом студирао право у Пешти и Пожуну, где је 1821. године и дипломирао.
Пошто је 1827. стекао грађанска права отворио је адвокатску канцеларију у Новом Саду. За градског сенатора изабран је 1843, када је и као новосадски посланик ушао у угарски Сабор. Сенатор је био све до избијања Револуције 1848. године. Крајем јула 1848. именован је за градског судију, и на тој функцији остаје до октобра исте године, када је цео српски Магистрат суспендован.
Након револуције био је шеф архива и секретар врховног комесара Исидора Николића у Сомбору. Гувернер Војводства Србије и Тамишког Баната Јохан Коронини именовао га је 10. маја 1853. за градског начелника у Новом Саду. У наредних осам година обављао функцију, да би га 1861. наследио Светозар Милетић. Ползовић је након смене Милетића поново доведен у градски Магистрат, овај пут на место сенатора.
Након смрти кућа на Трифковићевом тргу и плац у Фазановој (данашњој Његошевој) улици продати су због дугова.
Са супругом Јулијаном имао сина Илију.